# Cock Sparrer
Cock Sparrer és un grup de música format l'any 1972 a l'East End de Londres, considerat una de les bandes més influents de la música oi!. El seu nom original era Cock Sparrow i prové del dialecte cockney londinenc. Les seves lletres tracten sobre la vida quotidiana de la classe treballadora i expressen la frustració de l'escena punk («Where are they now?»), la desconfiança sobre la classe política («Watch your back»), la decepció amb la policia («Riot squad» i «Secret army») i el menyspreu pels convencionalismes («Out on an island»).

## Trajectòria
Cock Sparrer va ser fundat per Colin McFaull (veu), Mick Beaufoy (guitarra), Steave «Burge» Burgess (baix) i Steave Bruce (bateria). L'any 1976, Malcolm McLaren els va contactar per a signar un contracte com amb els Sex Pistols. Amb tot, l'acord mai no es va arribar a efectuar perquè McLaren no va voler pagar una ronda de cervesa al grup o, segons una altra explicació, la banda no va voler tallar-se els cabells tal com volia McLaren.
L'any 1977 ja tenien un cert ressò dins l'escena punk i skinhead. En aquells moments la discogràfica Decca Records es va fixar amb ells i van publicar els seus primers senzills: «Running riot» i «We love you/ Chip on my shoulder». Els membres del grup eren hooligans del West Ham United Football Club i frisaven perquè arribés el cap de setmana per a emborratxar-se i anar al camp a animar el seu equip. Tot i algunes interrupcions en la seva carrera, el grup ha continuat endavant i ha seguit publicant nous àlbums. «England belong to me» i «We're coming back» són dues de les seves cançons més conegudes.

## Discografia

### Àlbums d'estudi
- Cock Sparrer, Decca Records, 1978[7]
- Shock Troops, Razor, 1983
- Running Riot in '84, Syndicate, 1984
- Guilty as Charged, Bitzcore, 1994
- Two Monkeys, Bitzcore, 1997
- Here We Stand, Captain Oi!, 2007
- Forever, 2017
- Hand On Heart (2024)[8]

### EP
- Run Away, 1995, Bitzcore

### Àlbums en directe
- Live and Loud, 1987
- Live: Runnin' Riot Across the USA", 2000
- Back Home, Captain Oi!, 2003
- Back in San Francisco - Live 2009, 2010

### Recopilacions
- Rarities, 1995, Captain Oi!
- Rumours Carry More Weight Than Fact (The Best Of Cock Sparrer) 1996, Step-1
- England Belongs To Me, 1997, Harry May
- Bloody Minded, 1999, Dr. Strange/Bitzcore
- The Best of Cock Sparrer 2004, Recall
- The Decca Years, 2006, Captain Oi!
- 40 Years, 2012, Captain Oi!